# Corupția în Haiti
Corupția în Haiti are una dintre cele mai mari rate din lume. Corupția perturbă toate încercările de a institui un stat de drept, o democrație durabilă și de a îmbunătăți calitatea vieții populației din Haiti.
Scorul obținut de Haiti în Indicele de percepție a corupției din 2023 al Transparency International este 17 pe o scară de la 0 („foarte corupt”) la 100 („necorupt”). În funcție de punctaj, Haiti s-a clasat pe locul 172 din cele 180 de țări din Index, unde țara clasată pe primul loc este percepută ca având cel mai onest sector public. Pentru comparație cu punctajele la nivel mondial, cel mai bun punctaj a fost 90 (locul 1), punctajul mediu a fost 43, iar cel mai slab punctaj a fost 11 (locul 180). Pentru comparație cu punctajele regionale, cel mai bun punctaj dintre țările din America a fost 76, punctajul mediu a fost 43, iar cel mai slab punctaj a fost 13.
Haiti a avut, de asemenea, mai multe incidente de revolte militare.

## Factori contributivi
Haiti, cea mai săracă țară din emisfera vestică, este afectată de corupție, violența bandelor, traficul de droguri și crima organizată. Eficacitatea finanțelor publice și a statului de drept a fost grav subminată de ani de volatilitate politică. Printre provocări se numără reconstrucția în urma uraganul Matthew, care a lovit în octombrie 2016, și redresarea continuă după cutremurul devastator care a lovit la începutul anului 2010.
Aproape 60% din populație trăiește sub pragul național de sărăcie. Douăzeci și cinci la sută din populația din Haiti trăiește în sărăcie extremă.
Corupția este o problemă gravă și răspândită la toate nivelurile de guvernare. Deși s-au înregistrat unele progrese din 2008, când Haiti a fost clasificată a patra cea mai coruptă țară din lume, există încă mult loc pentru îmbunătățiri.
Robert Klitgaard, un expert în domeniu, a scris în 2010 că corupția din Haiti „nu este activitatea câtorva funcționari sau politicieni necinstiți” ci seamănă mai degrabă cu „crima organizată”, cu contracte de achiziții publice corupte care apar prin coluziune și cleptocrație.
Într-un articol din ianuarie 2012, Peter Worthington a afirmat că dependența țării de ajutorul extern și moștenirea coruptă au afectat dezvoltarea națiunii mai mult decât tendința în creștere de emigrare a haitienilor educați.

## Impactul asupra afacerilor
The Heritage Foundation descrie Haiti ca fiind unul dintre cele mai dificile medii pentru afaceri, cu organisme de reglementare învechite. Scorul obținut de Haiti în ediția din 2018 a Indexului libertății economice, publicat de Heritage Foundation și The Wall Street Journal, a fost de 55,8, ceea ce face ca economia sa să fie a 124-a cea mai liberă din lume. Haiti ocupă locul 25 din 32 de țări din regiunea Americilor în Index, iar scorul său general este cu mult sub media regională și mondială. Gestionarea economică deficitară și dezastrele naturale devastatoare au avut un impact uman și economic teribil în Haiti. Eficacitatea finanțelor publice și a statului de drept a fost grav subminată de ani de volatilitate politică.
Mary Anastasia O'Grady de la The Wall Street Journal susține că politicile din Haiti descurajează afacerile profitabile, în ciuda plângerilor guvernului cu privire la incapacitatea sa de a colecta venituri fiscale. O'Grady a observat că, în timp ce majoritatea țărilor din Caraibe au nevoie de o medie de 31 de zile pentru a înființa o afacere, în Haiti este nevoie de o medie de 97 de zile și a scris că în Haiti o mică elită deține controlul asupra majorității piețelor națiunii, făcând ca mobilitatea economică în sectorul privat să fie aproape nulă.

## Poliție
După Operațiunea Uphold Democracy din 1994 (intervenția condusă de SUA care a răsturnat dictatura militară brutală și coruptă din Haiti, care conducea țara de la lovitura de stat din 1991), a fost înființată Poliția Națională Haitiană. Până în 1997, s-a raportat că aproximativ 6.000 de ofițeri de poliție „au fost instruiți la o academie finanțată de SUA pentru a înlocui armata și zecile de mii de polițiști paramilitari, auxiliari și informatori” folosiți în perioada guvernării militare. Cu toate acestea, de-a lungul anilor 1990 și 2000, forțele de poliție au continuat să sufere de probleme grave de corupție; poliția s-a angajat în forță excesivă, furturi, trafic de droguri, rețele de răpiri și omoruri motivate politic.
Patru foști ofițeri de poliție haitieni au fost acuzați în 2005 în SUA că au ajutat traficanții să expedieze cocaină columbiană din Port-au-Prince într-un zbor către Statele Unite.
În 2005 (sub guvernul René Préval), un reformator, Mario Andresol, a fost numit director general al Poliției Naționale, declarând la momentul respectiv că 25% din forțele de poliție erau corupte. Andresol a epurat forțele de poliție de un număr mare de ofițeri corupți, iar guvernul Préval a luat și alte măsuri în vederea reformării poliției; de exemplu, în 2006 a fost introdus un Plan Național de Reformă a Poliției Haitiene, care prevedea o creștere a dimensiunii forțelor de poliție și verificarea ofițerilor actuali „pentru a scăpa de cei corupți și de criminalii declarați”.Cu toate acestea, un raport din 2011 de Michel Forst, the raportorul special al Organizației Națiunilor Unite privind situația apărătorilor drepturilor omului, a declarat că eforturile de reformă ale poliției au fost „împiedicate de obstacole politice, operaționale și financiare inacceptabile care pun în pericol schimbările pentru succesul unui proces care este fundamental pentru restabilirea statului de drept în Haiti”.

## Istorie

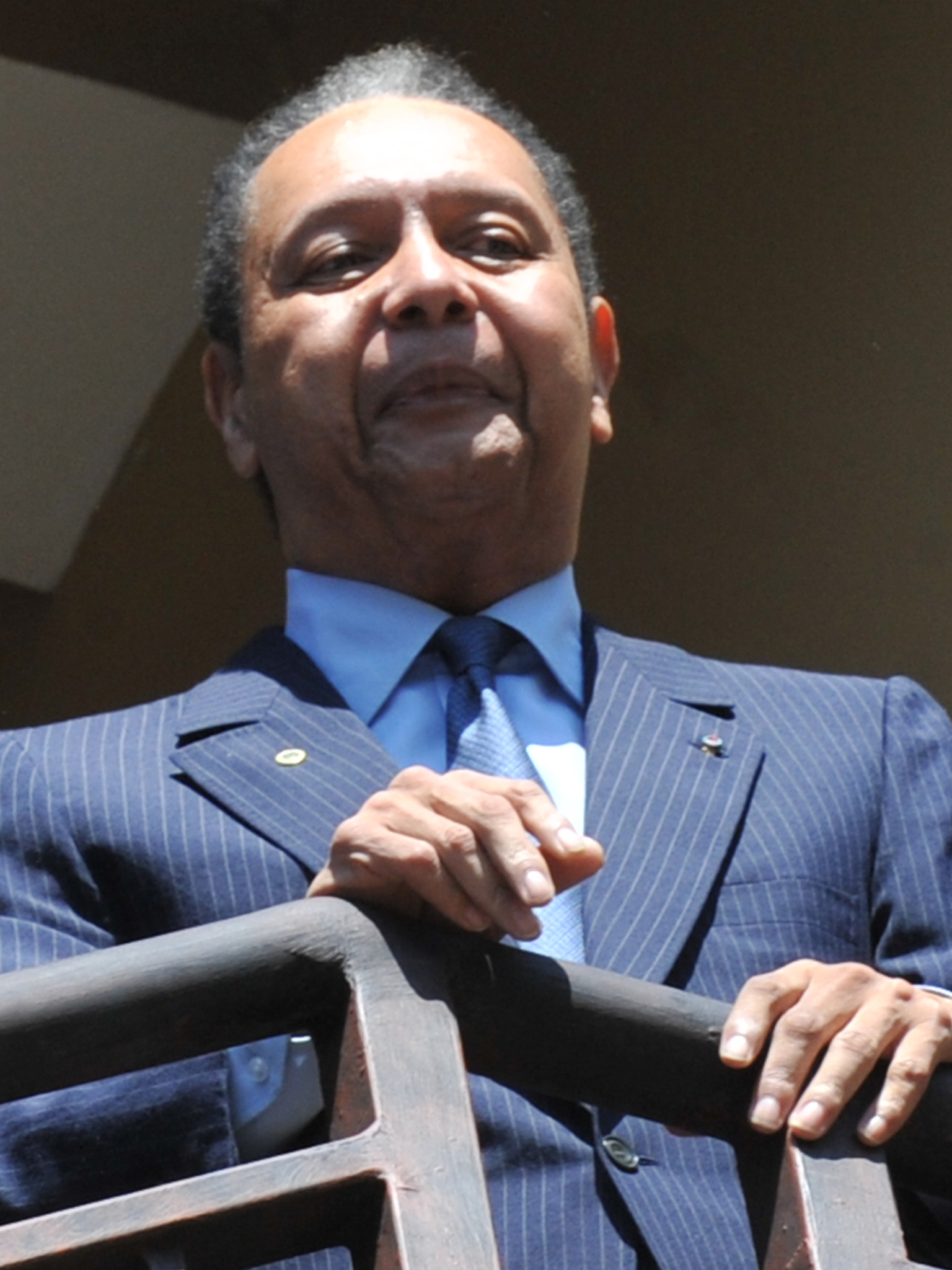
„Baby Doc” în 2011

Corupția a fost întotdeauna „endemică” în Haiti, dar „a devenit atât de răspândită încât a falimentat finanțele statului” în timpul guvernării lui Jean-Claude Duvalier („Baby Doc”). Sub regimul lui Duvalier (1971–1986), rețeaua de transport din Haiti a fost jefuită, iar elitele regimului „jefuiau frecvent conturile monopolurilor de stat”, cum ar fi Régie du Tabac (Administrația Tutunului), fără a plăti taxele.
Economistul Leslie Delatour a descris economia din Haiti ca fiind una aflată aproape în colaps. Experții juridici au menționat lipsa de integritate judiciară în țară. Doi experți în administrație publică, Derick Brinkerhoff și Carmen Halpern, au declarat că corupția guvernamentală este înrădăcinată în politica haitiană.

### Președinția lui Aristide (1991, 1994–96, 2001–04)
La preluarea mandatului pentru prima dată în 1991, președintele Jean-Bertrand Aristide a declarat că va oferi un nou început și va lupta împotriva corupției. Cu toate acestea, în septembrie 1991, o lovitură de stat militară l-a înlăturat pe Aristide de la putere. Aristide a revenit la putere între 1994 și 1996 și apoi din nou între 2001 și 2004. În timpul celor trei administrații prezidențiale ale lui Aristide, conform unui raport din 2009, corupția a crescut.
Când senatorul Dany Toussaint a fost pus sub acuzare în mai 2001 pentru complicitate la uciderea unui jurnalist, acesta l-a acuzat pe judecătorul Claudy Gassant că a făcut presiuni asupra inculpaților pentru a-l implica. Susținătorii lui Toussaint au protestat, iar Gassant a demisionat și a părăsit țara.
În 2004, un baron haitian al drogurilor exilat, Beaudouin Ketant, a declarat la condamnarea sa în Statele Unite că Aristide controla 85% din fluxul de cocaină prin țara sa și că Aristide a cerut mită de la alți traficanți de droguri ani de zile.
Un raport din 2005 al Unității Centrale de Informații Financiare (UCREF) a declarat că societățile virtuale denumite SEPA-N food supplies, Quisqueya store și VJLS COCSOBFO au fost înființate de Aristide și utilizate pentru deturnarea fondurilor publice. Raportul a formulat acuzații de deturnare de fonduri nu numai împotriva lui Aristide, ci și împotriva fostului prim-ministru Yvon Neptune și a peste o duzină de foști miniștri.
Conform UCREF, guvernul lui Aristide a direcționat peste 21 de milioane de dolari din fonduri publice către companii private fantomă. O parte considerabilă din această deturnare de fonduri a fost utilizată pentru a sprijini organizații caritabile pe care le deținea în cadrul unei presupuse acțiuni de relații publice pentru a-și îmbunătăți imaginea.
În iulie 2008, un jurnalist de investigație a descoperit dovezi conform cărora Aristide ar fi deturnat milioane de euro din bugetul statului Haiti prin intermediul unui contract fraudulos încheiat în 2003 cu o firmă din New Jersey, IDT Corporation, și că profiturile ilicite ale lui Aristide ar fi fost ascunse într-o bancă din Turks și Caicos. O anchetă a condus la o amendă de 1,3 milioane de dolari pentru James Courter, președintele IDT. În ciuda apelurilor pentru urmărirea penală a lui Aristide, autoritățile haitiene nu au făcut nimic.

### Prim-ministrul Pierre-Louis (2008-2009)
Într-un interviu acordat în iulie 2009, prim-ministrul de atunci, Michèle Pierre-Louis, a declarat că în Haiti corupția este înrădăcinată din cauza sistemului de clientelism, în care cei care fac parte din această rețea sunt promovați în sistem. Prin urmare, ea a susținut că există puține mijloace de a alege o legislatură cu integritate. Cu toate acestea, la scurt timp, ea a fost aspru criticată pentru aceste comentarii, fiind ea însăși acuzată de corupție pe motiv că o mare parte din ajutorul extern primit după o serie de uragane în 2008 ar fi dispărut în timpul mandatului său. În octombrie 2009, Senatul haitian i-a acordat un vot de neîncredere și a înlăturat-o.

### Președinția lui Preval (1996–2001, 2006–11)

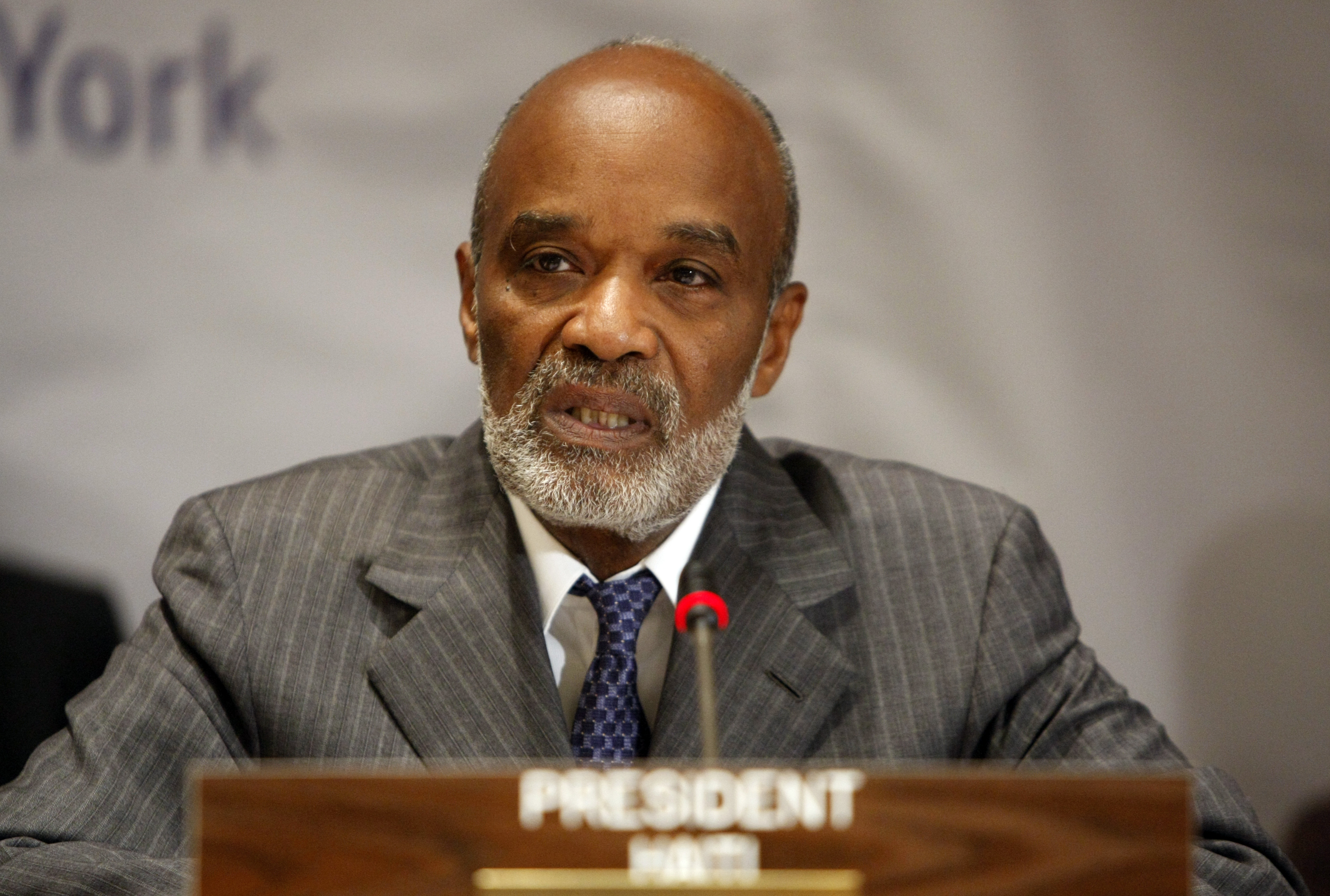
Președintele Préval la Conferința către un Nou Viitor pentru Haiti în 2010

Când Rene Préval a devenit președinte pentru a doua oară, în 2006, a moștenit o criză politică, cu o mică elită care controla bogăția națiunii. În 2006, Haiti se afla pe ultimul loc în Indicele de percepție a corupției (IPC) al Transparency International. Preval a promis o luptă împotriva sărăciei, iar prim-ministrul său, Jacques Édouard Alexis, a declarat că guvernul va pune în aplicare măsuri „draconice” pentru a combate corupția. Pentru a ajuta în acest sens, Préval l-a numit pe judecătorul Claudy Gassant în funcția de comisar guvernamental în august 2006.
În mai 2007, Préval a considerat că toți cei implicați în corupție sunt dușmani ai statului. Existau mari speranțe că Gassant, care avea o reputație impresionantă de integritate, va schimba lucrurile. În schimb, eforturile sale s-au dovedit a fi o dezamăgire și, în cele din urmă, a demisionat în august 2008 și a plecat în Republica Dominicană. În cele din urmă, președinția lui Préval a fost marcată de o creștere a violenței și a corupției. Guvernul Preval/Alexis a continuat să submineze eforturile anticorupție ale președinției interimare Gérard Latortue din 2005, retrăgând acuzațiile împotriva lui Aristide și eliberând mai mulți asociați ai lui Aristide care fuseseră încarcerați pentru corupție.
În 2007, Heritage Foundation a cerut public Senatului să explice de ce mai mulți membri au votat în favoarea unei rezoluții care avantaja o bancă numită SOCABANK. Se presupune că senatorii ar fi primit mită, dar nu s-a făcut nimic în legătură cu aceste acuzații.
Anul 2008 a fost numit „annus horribilis pentru corupție”. În 2008, Haiti a ocupat locul 177 din 180 de țări în Indicele de percepție a corupției al Transparency International.
În septembrie 2008, un senator a dezvăluit că a existat o anchetă în biroul prim-ministrului cu privire la presupuse falsuri. Ancheta a scos la iveală legături între candidații la posturi guvernamentale și plățile efectuate către biroul prim-ministrului, precum și către alte persoane aflate la putere. Investigația nu a condus însă la nicio acțiune. Tot în septembrie 2008, s-a descoperit că semnăturile autorităților relevante fuseseră falsificate într-o cerere a ONA de finanțare a unui proiect în valoare de 30.000 de dolari pentru ceea ce s-a dovedit a fi o organizație fantomă. Nu a fost luată nicio măsură. În decembrie 2008, senatorul Joseph Lambert a fost legat de uciderea soției unui comisar de poliție într-un caz care implica traficanți de droguri, dar nu a fost niciodată inculpat.
În 2008, organizația Police Chaplains International a dezvăluit că membri ai sistemului judiciar și ai forțelor de poliție împărțeau fonduri deturnate în Port-de-Paix.

### Președinția lui Martelly (2011–2016)

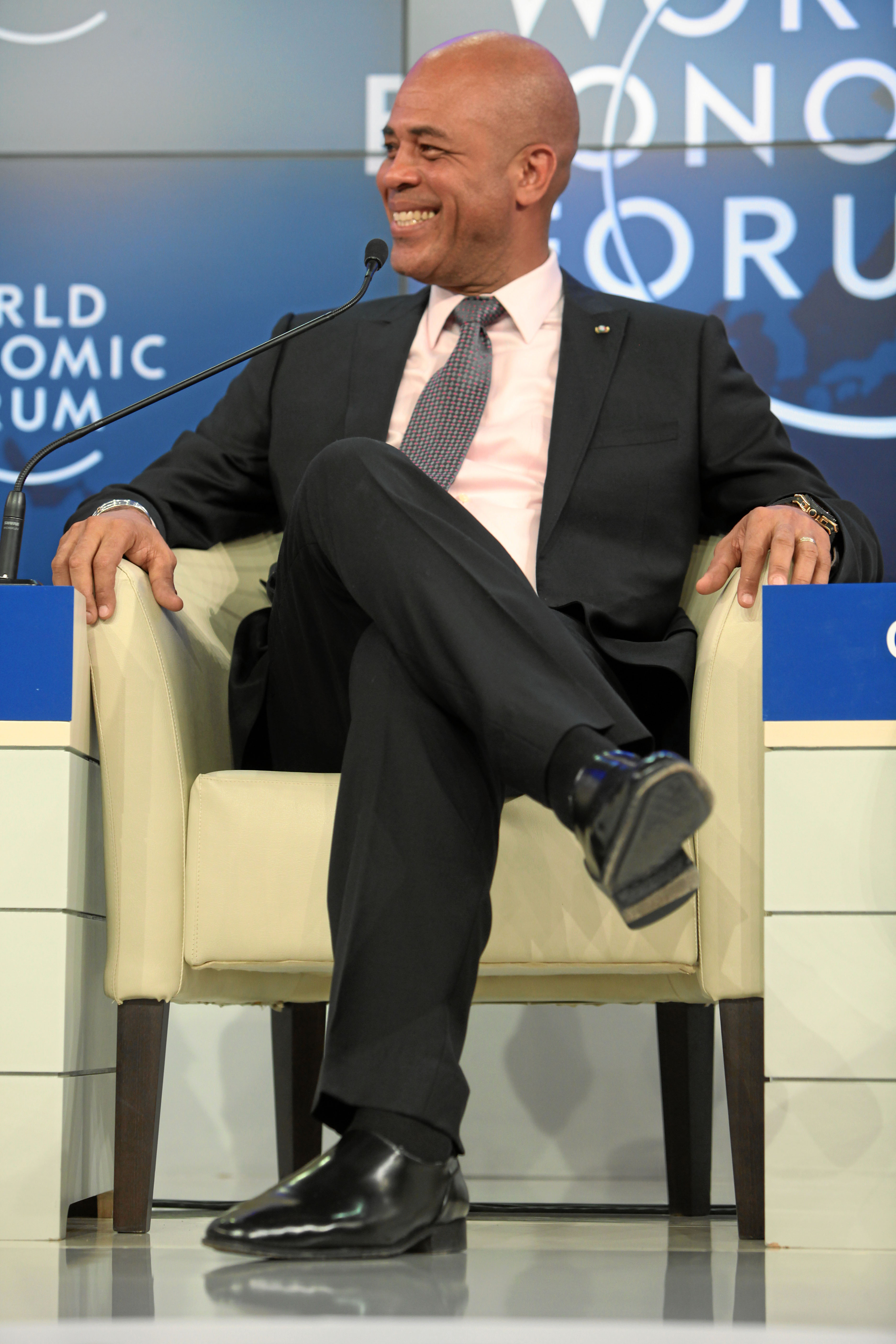
Președintele Michel Martelly la Forumul Economic Mondial în 2012

La preluarea mandatului în 2011, președintele Michel Martelly a demis Parlamentul și a început să guverneze prin ordin executiv. The New York Times l-a descris pe Martelly ca fiind „înconjurat de o rețea de prieteni și colaboratori care au fost arestați pentru acuzații precum viol, crimă, trafic de droguri și răpire”. The Times a citat un „oficial cu vechime în domeniul aplicării legii” care a declarat că a încetat să mai participe la evenimentele de la palatul prezidențial sub conducerea lui Martelly „pentru că se tot întâlnea cu persoane care fuseseră arestate pentru acuzații la fel de grave precum omorul, dar care lucrau acum la birourile prezidențiale ca agenți de securitate”.
Corupția lui Martelly a fost criticată mai ales „pentru efectul său asupra sistemului judiciar, unde dosarele penale ale unor persoane apropiate președintelui au stagnat sau au dispărut” și unde procurorii care au pus la îndoială intervenția președintelui „au fost concediați sau au fugit”. Un judecător care l-a criticat public pe Martelly pentru că s-a implicat într-un caz civil de corupție împotriva Sophiei Martelly, prima doamnă, a murit la două zile după ce a făcut plângerea. Robert Maguire, cercetător despre Haiti la Universitatea George Washington, l-a descris pe Martelly ca „stabilind un mediu de corupție, abuz de putere și impunitate”. Potrivit lui Nicole Phillips, avocat al Institutului pentru Justiție și Democrație din Haiti, administrația Martelly „a îmbunătățit infrastructura și a construit hoteluri, dar, de asemenea, a reprimat activiștii pentru drepturile omului și a manipulat sistemul judiciar în beneficiul asociaților președintelui”.
După alegerea sa, Martelly a declarat o taxă pe apelurile telefonice internaționale, veniturile urmând să fie utilizate pentru finanțarea unui program de educație în valoare de 42,5 milioane de dolari. sumă uriașă a fost strânsă, dar 26 de milioane de dolari au dispărut și doar Martelly și „cercul său interior” păreau să știe unde s-au dus fondurile.
Banca Mondială și Banca Interamericană de Dezvoltare au criticat un decret din 2012 al lui Martelly care permite guvernului să achiziționeze anumite bunuri și servicii prin licitații închise sau contracte fără licitație, afirmând că această hotărâre ar putea diminua responsabilitatea și transparența.
În ianuarie 2012, senatorul Moïse Jean-Charles l-a acuzat pe Martelly că a cheltuit fonduri guvernamentale pentru prieteni și familie, cărora le-a oferit „excursii scumpe în străinătate, închirieri de avioane, achiziții de vehicule”, precum și cheltuieli în numerar. Președinții haitieni anteriori primiseră 5.000 de dolari pe zi pentru cheltuieli atunci când călătoreau în străinătate, dar Martelly „a cvadruplat această diurnă la 20.000 de dolari pe zi.” Prima Doamnă primește 10.000 de dolari pe zi, alți membri ai familiei Martelly primesc 7.500 de dolari pe zi fiecare, iar alți membri ai anturajului prezidențial primesc 4.000 de dolari pe zi. Sophia Martelly a furnizat „decorațiuni de Crăciun nesolicitate” mai multor birouri ministeriale, care au primit apoi facturi de la firme care au legătură cu ea. Tatăl său, Charles „Bébé” St. Rémy, a retras 30 de milioane de dolari din fonduri guvernamentale de la Banca Centrală „pentru a cumpăra îngrășământ pentru țărani”, dar nu s-a materializat niciun îngrășământ. În mod similar, fiul lui Martelly, Sandro, a primit 1,5 milioane de dolari din fonduri guvernamentale pentru un meci de fotbal.
În iunie 2013, mai multe persoane legate de Martelly au fost arestate pentru corupție. Un prieten, Jojo Lorquet, a fost acuzat că a vândut insigne guvernamentale falsificate; personajul media Ernest Laventure Edouard a fost acuzat că s-a dat drept funcționar vamal și a vândut insigne false asociaților lui Martelly. Edouard a recunoscut că a distribuit insignele false, dar a susținut că a primit permisiunea oficială de a face acest lucru.
În octombrie 2013, Andre Michel, un avocat din opoziție care inițiase proceduri judiciare împotriva soției și fiului lui Martelly, a fost arestat. La un protest împotriva arestării, haitienii au folosit gaze lacrimogene. Un coleg al lui Michel a criticat gestul ca fiind o răpire, citând legile împotriva detențiilor arbitrare. Membrii Rețelei de Apărare a Drepturilor Omului au făcut critici similare și au remarcat lipsa statului de drept.
În februarie 2014, Martelly a declarat că a cerut Statelor Unite să direcționeze mai mulți bani pentru ajutor prin intermediul guvernului haitian, mai degrabă decât prin intermediul ONG-urilor. El a declarat că motivul utilizării ONG-urilor ca canale a fost corupția guvernului din Haiti, dar a adăugat că lucrurile se îmbunătățesc.
În decembrie 2014, un tribunal haitian a solicitat investigarea fiului lui Martelly, Olivier, și a soției sale, Sophia. Aceștia au fost acuzați de mai multe infracțiuni financiare, corupție și abuz de putere. Marylyn Allien, șefa filialei din Haiti a Transparency International, a observat că familia președintelui nu ar trebui sub nicio formă să gestioneze bugetul. Surse au declarat pentru Voice of America că președintele a cumpărat, de asemenea, cinci vehicule blindate cu 2,5 milioane de dolari din bugetul public și că 60 de SUV-uri Toyota au fost date copiilor lui Martelly, soției sale și altor persoane care locuiesc cu el. Allien a declarat că biroul procurorului a întârziat încercările de a urmări în justiție cazurile de corupție, menționând că prelucrarea cazurilor poate dura ani de zile.
Un raport din iulie 2015 menționa că Olivier Martelly nu avea „nicio slujbă adevărată”, dar avea „o mulțime de bani”, deținea mai multe mașini și poseda proprietăți imobiliare de prestigiu în Haiti. Se presupune că toți dezvoltatorii care doresc contracte trebuie să plătească mită lui Olivier. Majoritatea ziarelor și a altor mijloace de informare în masă din țară se tem să publice ceva legat de corupția lui Olivier din cauza represaliilor violente și a reducerii la tăcere.
În octombrie 2015, The Nation a descris guvernul Martelly drept „o combinație de violență în creștere și mega-corupție”.
Președinția lui Moïse (2017–2021)

### Scandalul cu FIFA
În iunie 2015, fostul vicepreședinte FIFA și președinte CONCACAF, Jack Warner, a fost acuzat că a deturnat 750.000 de dolari (490.000 de lire sterline) din fondurile de ajutor pentru cutremurul din Haiti din 2010 în propriile conturi bancare.

## Cutremurul din 2010

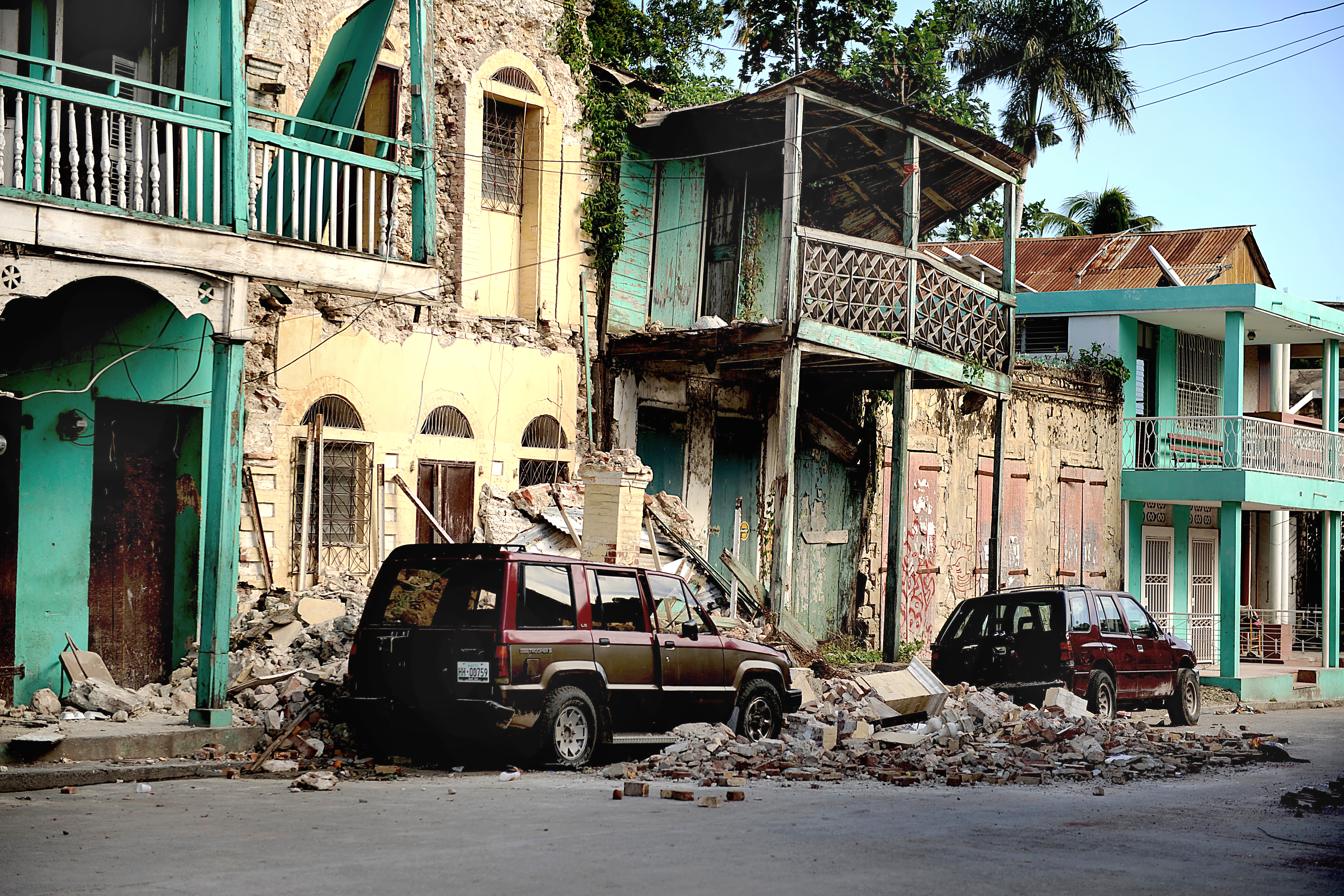
Clădiri deteriorate după cutremurul din 2010

Un cutremur masiv, extrem de distructiv, a lovit Haiti pe 12 ianuarie 2010.
Elizabeth Abbott a scris că „ paralizia aproape totală a guvernului René Préval” în ceea ce privește reacția la cutremur poate fi atribuită duvalierismului adânc înrădăcinat în Haiti. Abbott notează, de asemenea, că „corupția care a pătruns în statul haitian” sub Jean-Claude Duvalier „s-a extins la industria construcțiilor, care a ignorat codurile de construcție și a mituit inspectorii care au trecut cu vederea structurile defectuoase care s-au prăbușit ulterior în urma cutremurului”.
În februarie 2010, un localnic a declarat pentru BBC că singura ordine a venit din ajutorul american și din alte ajutoare străine. Infrastructura distrusă, precum și ajutorul străin semnificativ, au creat mediul perfect pentru corupție, potrivit BBC. Prim-ministrul Jean-Max Bellerive a recunoscut lipsa de supraveghere, susținând că nimeni din guvern nu știa unde se duc banii din ajutoare, deplângând faptul că guvernul va fi tras la răspundere, când în realitate nu avea niciun control asupra acestor fonduri. Atunci când un reporter a întrebat localnicii despre corupție, aceștia au afirmat în glumă că cel mai bun mod de a ajuta este de a împiedica banii din ajutoare să ajungă în mâinile haitienilor. Mulți haitieni au declarat că cel mai bun ajutor ar fi eradicarea corupției care a afectat națiunea ani de zile.

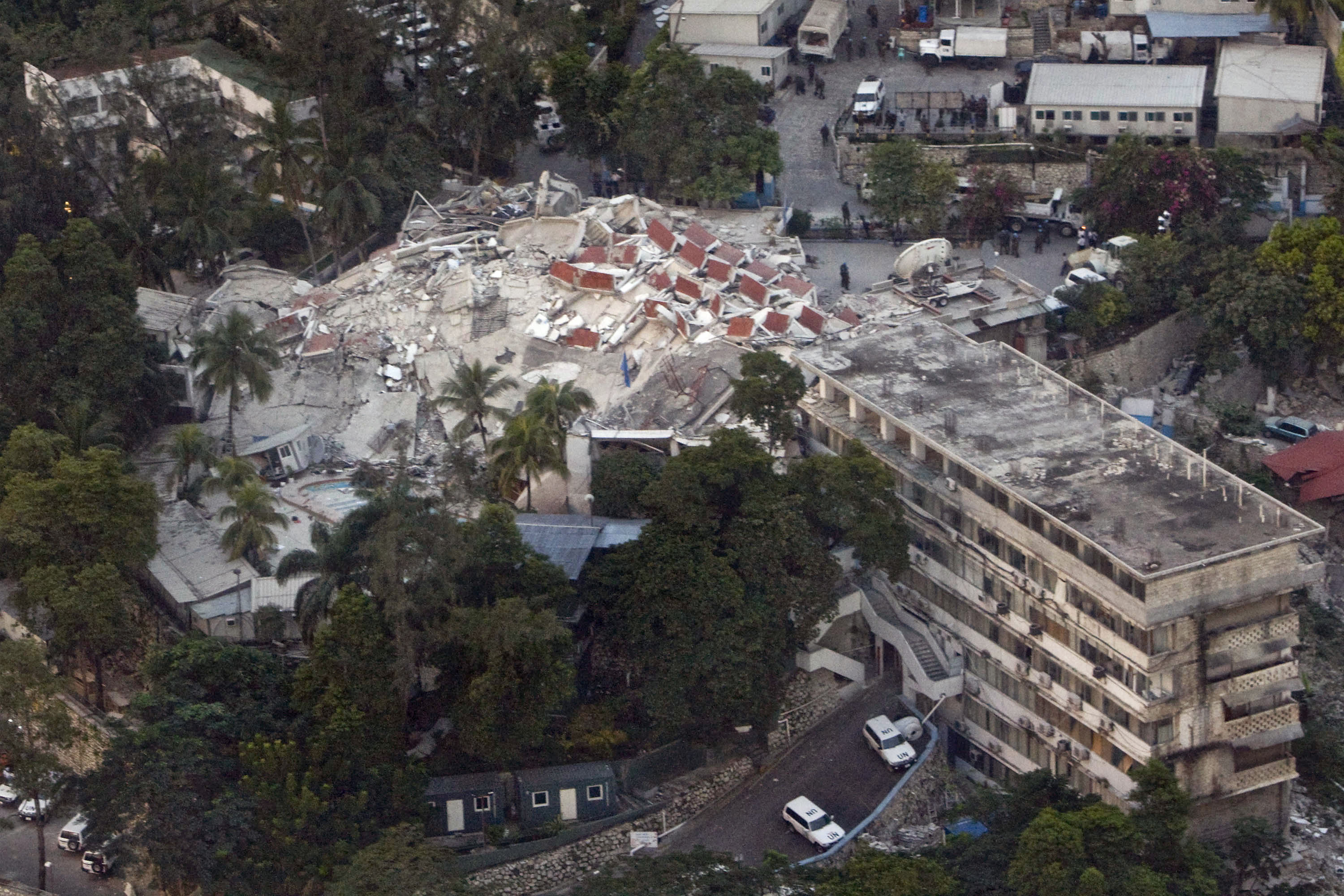
Clădirea Națiunilor Unite prăbușită în Haiti

La o săptămână după cutremur, Fox News a raportat că corupția era încă cauza celor mai grave probleme din Haiti. Articolul menționa că, pe parcursul unui an, Departamentul de Stat al SUA a raportat că în Haiti nu a fost depusă nicio acuzație de corupție, în ciuda dovezilor copleșitoare împotriva mai multor oficiali. Din acest motiv, se arată în articol, a fost o prostie să se canalizeze asistența post-cutremur „prin instituții haitiene corupte”.
Robert Klitgaard, în martie 2010, a observat că, la doar câteva luni după cutremur, cinismul este omniprezent în țară. Roslyn Hees, coautor al lucrării Preventing Corruption in Humanitarian Operations (Prevenirea corupției în operațiunile umanitare), a numit Haiti un mediu cu risc ridicat de corupție.
După cutremur, fostul prim-ministru Michele Pierre-Louis a declarat că în Haiti lipsește orice ordine. Înainte de cutremur, rata criminalității și a violenței se îmbunătățise, la fel ca și creșterea economică. După aceea, Scott Wilson de la The Washington Post a scris că, având un guvern „plin de corupție”, mulți haitieni erau acum împărțiți în dorințele lor, atât dorind ca guvernul lor să folosească banii din ajutorul străin pentru a ajuta, dar și sperând ca aceștia să fie tăiați pentru a minimiza delapidările.
ÎÎnainte de a demisiona, prim-ministrul Gary Conille a făcut publice concluziile unui audit care a arătat nereguli în contractele de reconstrucție de urgență de după cutremur atribuite de predecesorul său, Jean Max Bellerive, între 2010 și 2011, unui număr de 41 de companii dominicane. Auditul a scos la iveală o legătură între Bellerive și Felix Bautista, un senator dominican care controla aceste companii. În aprilie 2012, presa a susținut că Martelly ar fi primit donații de 2,5 milioane de dolari pentru campania electorală, tranzacții imobiliare și plăți în numerar de la Bautista în schimbul contractelor, acuzație pe care Martelly a negat-o. În iulie, guvernul Martelly a anulat toate cele 41 de contracte, cu excepția a două.

### Ajutor din partea Crucii Roșii Americane

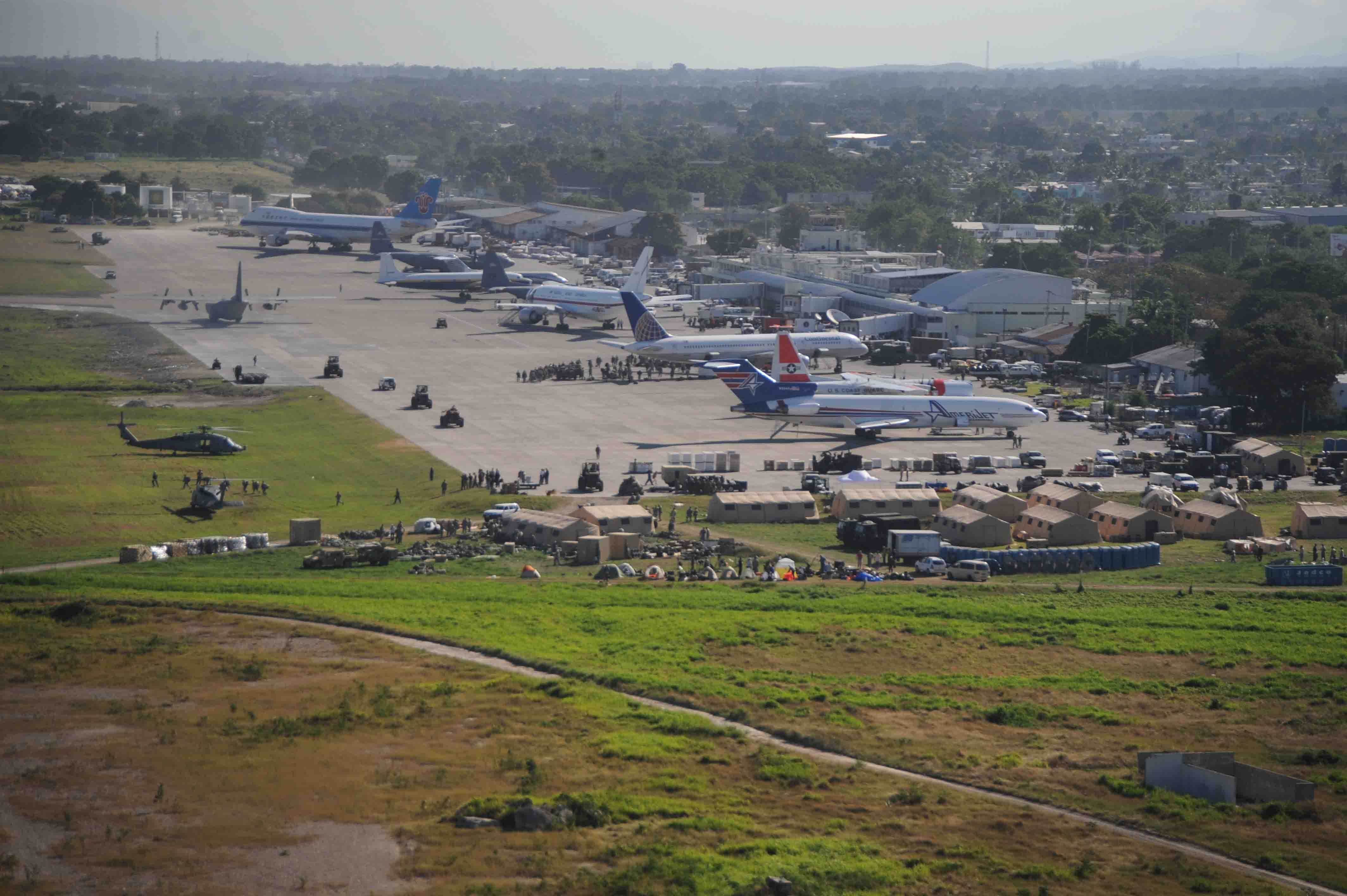
Avioane care descarcă provizii pentru eforturile de sprijin în urma cutremurului

Crucea Roșie Americană a strâns aproape 500 de milioane de dolari în donații după cutremurul din Haiti, dar a făcut doar o mică parte din ceea ce a spus că va face cu aceste fonduri. O investigație realizată în iunie 2015 de ProPublica și NPR a concluzionat că Crucea Roșie „a lansat un proiect de milioane de dolari” în 2011 pentru a „transforma cartierul Campeche din Port-au-Prince, extrem de sărac”, însă „nicio casă” nu a fost construită în Campeche.
ProPublica și NPR au raportat că, deși Crucea Roșie a susținut că „a oferit locuințe pentru mai mult de 130.000 de persoane”, această cifră „include mii de persoane cărora nu li s-au oferit locuințe, ci mai degrabă au fost 'instruite în tehnici adecvate de construcție'” Numărul real de locuințe permanente construite de Crucea Roșie în Haiti a fost de șase. Raportul a citat un fost oficial al Crucii Roșii care a declarat că, în cadrul organizației, cutremurul din Haiti a fost văzut ca „o oportunitate spectaculoasă de strângere de fonduri” și că banii colectați pentru Haiti au fost folosiți în schimb pentru „ștergerea deficitului de peste 100 de milioane de dolari”.

### Fondurile Clinton Foundation și Clinton Bush Haiti Fund
După cutremur, Clinton Foundation a cheltuit mai mult de 30 de milioane de dolari în Haiti și, prin intermediul Clinton Global Initiative, a condus eforturile care au condus la contribuții suplimentare din partea companiilor private. Separat, Fondul Clinton Bush pentru Haiti (creat printr-un parteneriat între foștii președinți ai SUA Bill Clinton și George H.W. Bush) a distribuit 54,4 milioane de dolari în cei doi ani care au urmat cutremurului din Haiti. Diferitele proiecte susținute prin aceste contribuții au avut succese mixte. În 2015, The Washington Post a raportat că a existat „o reacție din ce în ce mai puternică la faptul că s-au realizat prea puține în ultimii cinci ani și că unele dintre cele mai mediatizate proiecte” susținute de Clinton Foundation „au ajutat investitorii străini și elitele bogate din Haiti mai mult decât săracii” și a atribuit eșecurile în parte „situației politice haotice a țării .... marcată de corupție endemică, instituții slabe, sărăcie, educație publică precară, drumuri groaznice și alți factori care, din punct de vedere istoric, au făcut extrem de dificilă reușita eforturilor de dezvoltare.” Fondul Clinton Bush pentru Haiti și-a încetat activitatea în decembrie 2012, după ce a strâns 54 de milioane de dolari care au fost distribuiți până atunci către mai mult de 50 de întreprinderi și organizații pentru a stimula dezvoltarea durabilă și a reduce decalajul dintre nevoile de reconstrucție pe termen scurt și dezvoltarea pe termen lung. Cu toate acestea, în 2016, The Washington Post a declarat că „familia Clinton a jucat un rol major în eforturile de recuperare din Haiti după cutremurul devastator din 2010” și a descris familia Clinton ca fiind „un amestec de succes, dezamăgire și controversă.” De asemenea, s-a menționat că un proiect de succes al Clinton Foundation a inclus furnizarea de panouri solare la Spitalul Bernard Mevs din Port-au-Prince. Începând cu iulie 2021, Clinton Foundation, care este încă operațională, a menționat pe site-ul său că, din 2010, doar 30 de milioane de dolari au fost strânși prin intermediul fundației înseși pentru proiecte de recuperare a Haiti, 16,4 milioane de dolari fiind donați de donatori individuali pentru eforturile de ajutorare imediată, în timp ce donații mult mai mari, totalizând peste 300 de milioane de dolari, au fost strânse prin intermediul Haiti Action Network.
Alte controverse au apărut după ce s-a raportat că guvernul haitian a acordat un permis rar de exploatare minieră din Haiti unei companii pentru care Tony Rodham (fratele mai mic al lui Hillary Clinton) a făcut parte din consiliul consultativ. Purtătorii de cuvânt ai lui Bill și Hillary Clinton au declarat că nu aveau cunoștință de acest fapt, iar permisele au fost puse în așteptare de către Senatul din Haiti.

## Eforturi anticorupție
Mita, spălarea de bani și alte tipuri de corupție de către persoane fizice și instituții financiare sunt ilegale în Haiti și se pedepsesc cu amenzi, închisoare și confiscarea bunurilor. Cu toate acestea, de multe ori, legile împotriva corupției nu au fost aplicate cu fermitate. Constituția prevede că Senatul trebuie să urmărească penal membrii Parlamentului și alți funcționari guvernamentali cu funcții înalte acuzați de corupție, însă acest lucru nu se întâmplă în practică.
În 2004, guvernul a format un grup de lucru special pentru combaterea corupției, numit ULCC. ULCC a elaborat un proiect de lege prin care funcționarii publici și personalitățile publice erau obligați să își dezvăluie activele, iar în 2008 legea a fost adoptată de Parlament. Până în septembrie 2012, ULCC efectuase peste 1.000 de confiscări în urma cărora recuperase peste 17,9 milioane HTG (447.500 USD) și sesizase parchetul în 16 cazuri. Printre cei găsiți vinovați s-a numărat și Edrick Leandre, fostul șef al departamentului de asigurări auto, care a fost condamnat în 2011 pentru corupție și deturnare de fonduri.
În 2005, guvernul a înființat Comisia Națională pentru Achiziții Publice (CNMP), a cărei sarcină este de a asigura licitații competitive pentru contractele publice și de a promulga controale eficiente ale achizițiilor publice în administrația publică. În ciuda eforturilor depuse de CNMP, contractele majore de achiziții publice, în special cele care implică compania electrică de stat EDH, sunt atribuite în mod obișnuit în mod neconcurențial. Acest lucru oferă oportunități semnificative pentru delapidare.
În februarie 2006, filiala din Haiti a Heritage Foundation a lansat un apel pentru ca legislativul să ratifice Convenția Națiunilor Unite împotriva corupției.
În 2007, guvernul a inițiat o campanie de combatere a corupției atât în sectorul public, cât și în cel privat. Ca parte a acestui efort, au fost arestate figuri importante din lumea afacerilor. Printre aceștia s-au numărat membrii consiliului de administrație al SocaBank, care au fost acuzați de deturnare de fonduri. Alți oameni de afaceri au fost arestați sub suspiciunea de fraudă vamală, însă acuzațiile au fost ulterior retrase. Mai mulți funcționari vamali au fost arestați în același caz.
Centrul pentru Pledoarii și Asistență Juridică (CEPAJ) a fost înființat în mai 2008 pentru a oferi protecție martorilor și victimelor corupției.
Unitatea de Informații Financiare, parte a Ministerului Justiției, a investigat utilizarea abuzivă a fondurilor de securitate socială.
În 2009, Haiti a fost lăudată pentru arestarea lui Jean Rene Duperval, o fostă figură guvernamentală cunoscută pentru solicitarea de mită. Între 2001 și 2005, o firmă americană de telecomunicații a direcționat 800.000 de dolari în mită, spălați către Duperval și alți oficiali ai Téléco, în schimbul cărora li s-au oferit tarife speciale de telecomunicații, plăți reduse și alte avantaje, toate acestea lipsind Haiti de venituri.
În 2011, fostul președinte Jean-Claude Duvalier a fost arestat la intrarea în Haiti sub acuzația de corupție, tortură și crimă. La începutul anului 2012, magistratul Carves Jean a retras toate acuzațiile, cu excepția celor de corupție.
Începând din noiembrie 2014, ABA Rule of Law Initiative și ULCC au organizat o serie de ateliere de lucru în Port-au-Prince pentru membrii sistemului judiciar, axate pe tehnici de investigare, legislație nouă și proceduri anticorupție noi. Se pare că magistrații care au participat la ateliere au fost în mare măsură incapabili să identifice exemple de corupție și nu au înțeles rolul sistemului judiciar în combaterea corupției.
Organizația Poporului în Luptă (OPL), un partid politic, a solicitat în octombrie 2015 o anchetă privind corupția în cazul tuturor consilierilor electorali.

## Notă explicativă
1. ↑  Argentina, Bahamas, Barbados, Bolivia, Brazilia, Canada, Chile, Columbia, Costa Rica, Cuba, Dominica, Republica Dominicană, Ecuador, El Salvador, Grenada, Guatemala, Guyana, Haiti, Honduras, Jamaica, Mexic, Nicaragua, Panama, Paraguay, Peru, Saint Lucia, Saint Vincent și Grenadine, Suriname, Trinidad și Tobago, Statele Unite, Uruguay, Venezuela